# أفيهو ميدينا
أفيهو ميدينا (بالعبرية: אביהו מדינה) (مواليد 19 أغسطس 1948 في تل أبيب) ملحن، منظم، كاتب غنائي، ومغني إسرائيلي.

## السيرة
ميدينا الابن الثالث لهارون وليا ميدينا. هاجرت عائلة والدته في عام 1906 وولدت في القدس بينما هاجر والده إلى فلسطين من اليمن في عام 1939 عندما كانت تحت الانتداب البريطاني. أفيهو يهودي بينما والده كان كانتوريا.
ولد في تل أبيب ونشأ في وقت لاحق في حولون. كان قائد دبابة في الجيش الإسرائيلي.
ألف أكثر من 400 أغنية مزراحية. حتى عام 2007 بلغت ألبوماته التي أصدرها تسعة. يعتبره البعض أنه أكثر المغنيين الشرقيين شهرة كما أنه ألف من الأغاني لزوهار أرغوف.
في عام 2005 احتل الترتيب 123 في قائمة أعظم 200 إسرائيلي على مر العصور في استطلاع للرأي من قبل موقع إخباري إسرائيلي واي نت.
يقيم حاليا في بتاح تكفا.

## روابط خارجية
- أفيهو ميدينا على موقع IMDb (الإنجليزية)
- أفيهو ميدينا على موقع ميوزك برينز (الإنجليزية)
- أفيهو ميدينا على موقع ديسكوغز (الإنجليزية)